# Saaler Bodden
Saaler Bodden – zatoka Morza Bałtyckiego, stanowiąca zachodnią część laguny Darß-Zingster Boddenkette, oddzielona od morza półwyspem Fischland. Zatoka położona jest w Niemczech, w kraju związkowym Meklemburgia-Pomorze Przednie, w powiecie Vorpommern-Rügen. Południowa część zatoki nosi nazwę Ribnitzer See.
Powierzchnia Saaler Bodden wynosi 80,5 km². Głębokość waha się od 0,7 do 3,7 m. Na południu do zatoki uchodzi rzeka Recknitz.
Główną miejscowością położoną nad zatoką jest miasto Ribnitz-Damgarten. Inne nadbrzeżne miejscowości to Ahrenshoop, Dierhagen, Saal i Wustrow.